# 立春 (短歌結社)
立春（りっしゅん）は、短歌結社「立春短歌会」の略称、及び立春発行所が発行していた月刊の短歌結社誌。短歌誌『立春』は1938年7月に創刊され、1998年12月の第562号をもって終刊。五島茂、五島美代子主宰、編集。結社の立春短歌会には全国に支部が設けられ、多くの会員が月例歌会に集った。

## 立春短歌会の概要
1938年に歌人で経済史学者五島茂とその妻五島美代子は、短歌誌『立春』を創刊した。趣意書には、師である竹柏会の佐佐木信綱の許可を得た事、また竹柏会最高峰の一つである木下利玄の作風を継承し発展させることが記されている。創立同人は、見原文月、池田效、鎌田保吉、木村隆昌、勝間田撫松、渡邊とめ子、飯村葉津乃、本田みつの、菊池尚子、田山道子、杉江よし枝、澤美枝、江村峰代、神崎久子、小松勝子、松本章子、坂井春子、武田清子、安部忠三、筏井嘉一。規約には、同人は毎月短歌20首以内を提出すること、誌友は毎月短歌10首以内、一般投稿者は毎月短歌5首以内を投稿することなどが定められた。会誌の発行所住所は大阪市住吉区の五島茂方であった。
「立春」という名称は木下利玄からきており、利玄の作歌の方法を身に着けることを五島茂は説いている。木下は没する直前に自選歌集『立春』の編集発行を五島茂に託し、歌集は没後に改造社から出版された。立春短歌会では1939年から「木下利玄賞」を設け、戦争のため一時中断したが1952年の100号記念時に復活し、筏井嘉一、八代かの江ら多くの歌人を表彰した。また『立春』419号（1986年8月）から542号（1996年12月）まで、「木下利玄日記」が木下の三男・利福の妻である木下咊子により連載された。
1941年7月に立春主要同人合同歌集『火線』を「立春叢書」第1篇として刊行し、1997年までに127篇の歌集を叢書として刊行した。
1978年4月に五島美代子が病没し、7月に『立春』五島美代子追悼号を発行した。
1981年4月の五島美代子三年忌に際し「五島美代子賞」を創設し、歌界そのほかの顕著な業績を賞することとした。同賞は第4回まで行われた。同年7月に「イタリア美術と短歌の旅」を行い、五島茂以下29名の会員がローマ、ナポリ、ポンペイ、アッシジ、フィレンツェ、ヴェネツィア、ミラノを巡った。
1988年には立春創刊50周年を迎え、記念事業として、五島美代子短歌英訳出版、記念表彰、記念特集号（442号）の刊行と、記念祝賀会の開催を行った。特集号には創刊号を復刻して掲載した。
創刊号から指導、選歌に当たっていた五島茂が98歳になり、創刊60年を迎えた1998年に、終刊号を刊行した。終刊号には五島茂、五島美代子の短歌と随筆、五島茂自伝、創刊号及び第2号の復刻、関係者の寄稿、各支部の歩み、総目次（501号以降）などが掲載されている。終刊号の発行所住所は東京都台東区の五島茂方であった。

## 結社の歩み
『立春』終刊号掲載「立春60年の歩み」より抜粋。
- 1938年7月1日 『立春』創刊。同月京都支部結成
- 1953年7月19日 立春15周年記念会（国立国会図書館=旧赤坂離宮エジプトの間）
- 1958年2月5日 五島美代子読売文学賞受賞祝賀会（明治記念館）。同年九州支部結成
- 1964年3月 名古屋支部結成、10月東北支部結成
- 1965年4月 四国支部結成
- 1966年7月2-3日『立春』200号記念全国大会（中日ビル）
- 1975年5月18日 五島茂・美代子金婚祝賀会（帝国ホテル）
- 1976年1月26日 『立春』300号記念祝賀会（学士会館）
- 1978年4月15日 五島美代子没
- 1981年7月14-23日 イタリア美術と短歌の旅
- 1985年1月1日 『立春』400号発行
- 1988年7月1日 『立春』創刊50周年記念特集号発行、同月祝賀会（学士会館）
- 1993年6月1日 『立春』500号発行、同年12月に五島茂誕生祝賀・500号記念祝賀会（明治記念館）
- 1998年12月5日 『立春』終刊号発行

## 五島美代子賞
- 第1回（1981年）E・G・サイデンステッカー教授（コロンビア大学）の「源氏物語」英訳と研究[23]
- 第2回（1982年）玉城徹の『玉城徹作品集』といままでの評論研究業績[23]
- 第3回（1983年）月村麗子教授（カナダ トロント大学日本文学教授）の五島美代子短歌作品の英訳作業[23]

第1回の受賞者サイデンステッカーは、『立春』400号（1985年1月）に「五島美代子と月村麗子教授」という一文を寄せている。

## 『立春』総目次
『立春』の総目次は次の号に掲載されている。
- 創刊号～200号：200号（1967年3月発行）
- 201号～299号：299号（1975年10月発行）
- 300号～400号：400号（1985年1月発行）
- 401号～442号：442号（1988年7月発行）
- 443号～500号：500号（1993年6月発行）
- 501号～562号：562号（1998年12月発行）

## 注記
1. 1 2 3  『立春』562号, 1998.12
2. ↑  『昭和萬葉集. 巻4』講談社、1979年8月、313頁。
3. 1 2 3  『立春』442号に復刻の創刊号
4. ↑  『立春』562号, p186-194
5. ↑  朝日新聞社家庭部 編『奥さま散歩』朋文堂、1960年、164-166頁。
6. ↑  “盲目のマッサージ師「歌会始」に入選”. リハビリテーション (87):  47. (1967-02).
7. ↑  『定本五島美代子全歌集』短歌新聞社、1983年4月、539頁。
8. 1 2 3  『立春』442号, p22-23
9. 1 2  『立春』562号, p200-201
10. ↑  『立春』562号, p118-120
11. ↑  “立春 : 自選歌集 - 国立国会図書館デジタルコレクション”. dl.ndl.go.jp. 2022年11月25日閲覧。
12. ↑  “歌集「海奪はれぬ」軍医19期石田修著”. 偕行 (270):  101. (1973-12).
13. ↑  八代かの江『動かぬ土』人文協会、1941年、5頁。
14. ↑  『貝原文月全歌集 (日本歌人叢書)』日本文芸社、1960年、340頁。
15. ↑  『愛媛県史 資料編 文学（松平芳子の項）』愛媛県、1982年3月、1064頁。
16. ↑  宮英子 (1992-12). “矢部冨躬子歌集「山踏み」”. 短歌現代 : 総合短歌雑誌 16 (12):  145.
17. ↑  『立春』442号, p230
18. ↑  『立春』562号, p214
19. ↑  “火線 : 立春代表作家選集 - 国立国会図書館デジタルコレクション”. dl.ndl.go.jp. 2022年11月24日閲覧。
20. ↑  “国立国会図書館オンライン | National Diet Library Online”. ndlonline.ndl.go.jp. 2022年11月24日閲覧。
21. ↑  『立春』562号, p197-199
22. ↑  『定本五島茂全歌集』石川書房、1990年12月5日、554頁。
23. 1 2 3 4  『立春』442号, p177-178
24. ↑  『立春』442号, p31
25. ↑  Gotō, Miyoko ; translated with introduction, commentary, and notes by Reiko Tsukimura ; preface by Edward Seidensticker (c1988). I am alive : the tanka poems of Gotō Miyoko, 1898-1978. Katydid Books
26. 1 2  『立春』562号, p159-164
27. ↑  『立春』562号奥付
28. ↑  『立春』400号, p18-23
29. ↑  『立春』562号, p204